# Humán 19-es kromoszóma
- A 19-es kromoszóma egy a 24-féle humán kromoszóma közül. Egyike a 22 autoszómának.

## A 19-es kromoszóma jellegzetességei
- Bázispárok száma: 63 811 651
- Gének száma: 1 468
- Ismert funkciójú gének száma: 1 337
- Pszeudogének száma: 164
- SNP-k (single nucleotide polymorphism = egyszerű nukleotid polimorfizmus) száma: 186 986

## A 19-es kromoszómához kapcsolódó betegségek
Az O.M.I.M rövidítés az Online Mendelian Inheritance in Man, azaz Mendeli öröklődés emberben adatbázis oldalt jelöli, ahol további információ található az adott betegségről, génről.

| Patológia                                        | Öröklődés | O.M.I.M | Lokusz      | Gén                       | A gén által kódolt fehérje |
| ------------------------------------------------ | --------- | ------- | ----------- | ------------------------- | -------------------------- |
| Charcot-Marie-Tooth betegség 2B2 típus           |           |         | q13.3       | Ismeretlen                |                            |
| Charcot-Marie-Tooth betegség B intermedier típus |           |         | p12-p13.2   | DMN2                      |                            |
| Charcot-Marie-Tooth betegség diverz 4-es típus   |           |         | q13.1-q13.2 | PRX                       |                            |
| Hirschsprung betegség                            |           |         | p13.3       | NRTN                      |                            |
| Pszeudoakondroplázia                             | Domináns  |         |             |                           |                            |
| Dystrophie musculaire des ceintures Type 2I      | Recesszív | 607155  | q13.3       | FKRP                      | Fukutin                    |
| Jávorszirup betegség                             | Recesszív | 248600  | q13.1-q13.2 | BCKDHA, MSUD1 OMIM 608348 |                            |
|                                                  |           |         |             |                           |                            |
|                                                  |           |         |             |                           |                            |
|                                                  |           |         |             |                           |                            |
|                                                  |           |         |             |                           |                            |
|                                                  |           |         |             |                           |                            |
|                                                  |           |         |             |                           |                            |

## Lásd még
- Kromoszóma
- Genetikai betegség
- Genetikai betegségek listája